# Haroldo, a Lança
Haroldo, a Lança (em dinamarquês: Harald Kesja; 1080 - 1135) era o filho de Érico I da Dinamarca. Era casado com Ragnilda, filha do rei Magno III da Noruega. Érico I nomeou Haroldo como regente da Dinamarca em 1103, quando este ia para Jerusalém, mas Haroldo teve que renunciar o trono quando seu tio, Nicolau I, foi eleito rei em 1104. Após a derrota e morte de Nicolau, em 1134, ele tentou novamente ser reconhecido como rei sob o nome Haroldo V, mas foi condenado à morte, junto a oito de seus filho em 1135 pelo rei Érico II da Dinamarca, seu meio-irmão.

## Descendentes
Haroldo casou-se com Ragnilda, filha de Magno III da Noruega, tendo quatro filhos legítimos:
- - Érico, afogado acidentalmente com seu irmão em 1134.
  - Biorno, afogado. Era casado com Catarina, uma filha do rei Ingo I da Suécia. Biorno era o pai de Cristina, uma rainha sueca.
  - Magno, morto em 4 de junho na Batalha de Fotevik.
  - Olavo II da Dinamarca.
- Haroldo tinha também outros oito filhos, que foram decapitados junto com ele:

- - Haroldo, morto em 1135.
  - Canuto, morto em 1135.
  - Sivardo, morto em 1135.
  - Érico, morto em 1135.
  - Suendo, morto em 1135.
  - Niels, morto em 1135.
  - Benedito, morto em 1135.
  - Mistivento, morto em 1135.